# Turdetania

Turdetania en Iberia.

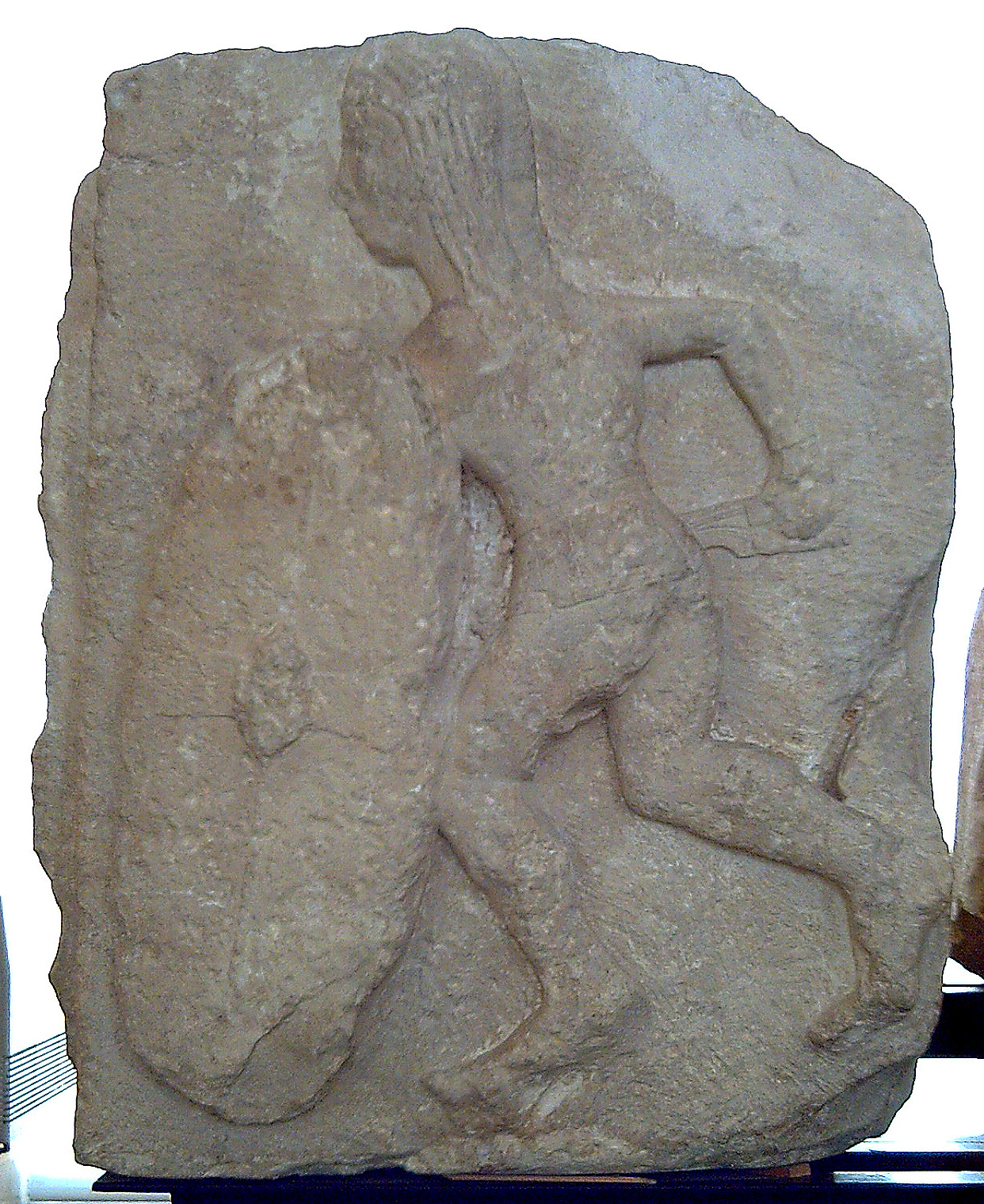
Relieve de un guerrero de Osuna.

Turdetania es el nombre que le dieron los romanos a una región que abarcaba el valle del Guadalquivir desde el Algarve hasta Sierra Morena, ocupando la mayor parte de la actual Andalucía. Limitaba con la Bastetania, la Carpetania y la Oretania, coincidiendo con los antiguos territorios de la civilización de Tartessos. 
Estrabón la menciona como tierra rica en recursos marinos y terrestres, bañada por el Betis, poblada por los turdetanos y los túrdulos (pueblos diferentes según Plinio el Viejo y Polibio que sitúa a los túrdulos en el norte y en la zona alta del valle del Guadalquivir), cuenta que existían más de doscientas ciudades citando a Corduba (Córdoba), Hispalis (Sevilla) y Gades (Cádiz). Tanto turdetanos como túrdulos tuvieron alfabeto propio y hablaron un idioma de origen tartésico, distinto de las lenguas íberas.
Turdetania fue integrada dentro de la Bética cuando fue conquistada por Roma.